# Alain Bénard
Pour les articles homonymes, voir Bénard.
Alain Bénard, né le 23 juin 1956 à Saint-Paul (La Réunion), est un homme politique français. 
Membre de l'Union pour un mouvement populaire et d'un parti appelé Identité et République, il est maire de sa commune natale de 1999 à 2008. Il a été membre de la commission permanente du conseil régional de La Réunion et président du Territoire de la Côte Ouest, une structure intercommunale dans l'ouest de l'île.

## Parcours politique
Alain Bénard a été candidat malheureux de la droite dans la deuxième circonscription de La Réunion lors des élections législatives de 1993, face à Paul Vergès, et de 2002, face à Huguette Bello.
En mai 1999, il est élu maire de Saint-Paul à la suite de la condamnation de Joseph Sinimalé. Il est réélu en 2001.
Depuis quelques années, il est un acteur convaincu de la démocratie participative : il la perçoit comme un moyen de survie pour « le savoir vivre ensemble réunionnais ». À ce titre, il se rapproche de son ancien directeur de cabinet devenu maire du Tampon, Didier Robert. Lui aussi prône l'action participative.
Le 1er septembre 2009, la commission nationale d'investiture de l'UMP lui accorde l'investiture pour les élections municipales partielles de Saint-Paul.
La liste qu’il conduit aux élections municipales de 2020 à Saint-Paul obtient 14,6 % des suffrages au premier tour. Pour le second tour, il est à la tête d'une liste d'union en alliance avec Joseph Sinimalé et Jean-François Nativel.
Peu après, il se porte candidat à l'élection législative partielle organisée dans la deuxième circonscription de La Réunion. Il est largement battu au premier tour, recueillant 5,41 % des suffrages exprimés. Contrairement aux autres responsables de la droite à La Réunion, qui soutiennent Audrey Fontaine (divers droite), il appelle au vote blanc ou nul en vue du second tour, portant un regard très critique sur le scrutin et les deux candidates en lice.

## Ouvrages
Alain Bénard a écrit avec son frère Jean-Marc un ouvrage intitulé Des noirs marrons aux conquistadores de la diaspora et publié à compte d'auteur en 1989.
Il est le premier politique réunionnais à avoir utilisé l'Internet comme support démocratique, notamment en entretenant un blog.

## Condamnation pour achat de voix
À la suite d'un dépôt de plainte par Huguette Bello, constituée en partie civile, après son accession à la mairie de Saint-Paul, une enquête est ouverte pour achat de voix dans le cadre de la campagne des élections municipales de 2008. Des factures d'eau ayant été réglées par la mairie en échange de voix, pour un total de plus de 570 000 euros, Alain Bénard et son frère sont condamnés en première instance à 3 000 euros d'amende pour atteinte à la sincérité du scrutin.
Le parquet de Saint-Denis décide de faire appel, et la sanction est alourdie en deuxième instance : Alain Bénard écopera finalement d'un an de prison avec sursis et de trois ans d'inéligibilité. Sa demande de pourvoi en cassation est rejetée.